# Séries dégressives
 (mars 2016).
Si vous disposez d'ouvrages ou d'articles de référence ou si vous connaissez des sites web de qualité traitant du thème abordé ici, merci de compléter l'article en donnant les références utiles à sa vérifiabilité et en les liant à la section « Notes et références ».
| Série | Charges | Rép. |
| ----- | ------- | ---- |
| 1     | 45 kg   | x 6  |
| 2     | 36 kg   | x 8  |
| 3     | 28 kg   | x 10 |
| 4     | 18 kg   | x 12 |

En musculation, les séries dégressives ou décroissantes sont une façon de travailler à l'échec où le pratiquant effectue un nombre de séries à la suite sans se reposer, enlevant des charges après chaque série. Cette technique permet de prolonger l'entraînement des muscles au-delà de leur capacité à un niveau de résistance donné afin de développer la masse musculaire. Malgré l'efficacité de cette technique, il est conseillé de n'effectuer qu'un nombre limité de séries dégressives par séance, étant plutôt épuisantes.
Baisser les charges de 20-30 % trois fois serait typique, par exemple une première série de 11 répétitions à 45 kg, suivie tout de suite de 10 répétitions à 36 kg, 8 répétitions à 28 kg et pour finir 8 répétitions à 18 kg, comme montre le tableau à droite.